# Poweshiek Township (comté de Jasper, Iowa)
Poweshiek Township est un township du comté de Jasper en Iowa, aux États-Unis,.
Le township est fondé en 1847. Il est nommé à la mémoire du chef Poweshiek de la tribu des Renards.

## Source de la traduction
- (en) Cet article est partiellement ou en totalité issu de l’article de Wikipédia en anglais intitulé « Poweshiek Township, Jasper County, Iowa » (voir la liste des auteurs).